# Ramon Dekkers
Ramon Dekkers (4. september 1969 i Holland - 27. februar 2013) var en thai- og kickbokser. Han kæmpede 200 kampe og vandt 175, hvoraf 90 var på knockout.
Han gjorde comeback i 2003, hvor han blandt andet kæmpede en kamp med sin højre hånd skadet. Alligevel formåede han at få modstanderen ned at ligge i hver eneste omgang og vandt til sidst på point.
Dekkers døde som 43-årig i fødebyen Breda i Holland, efter at han var blevet utilpas, da han cykeltrænede.